# Gewerbepark Alte Fabrik Altenburg

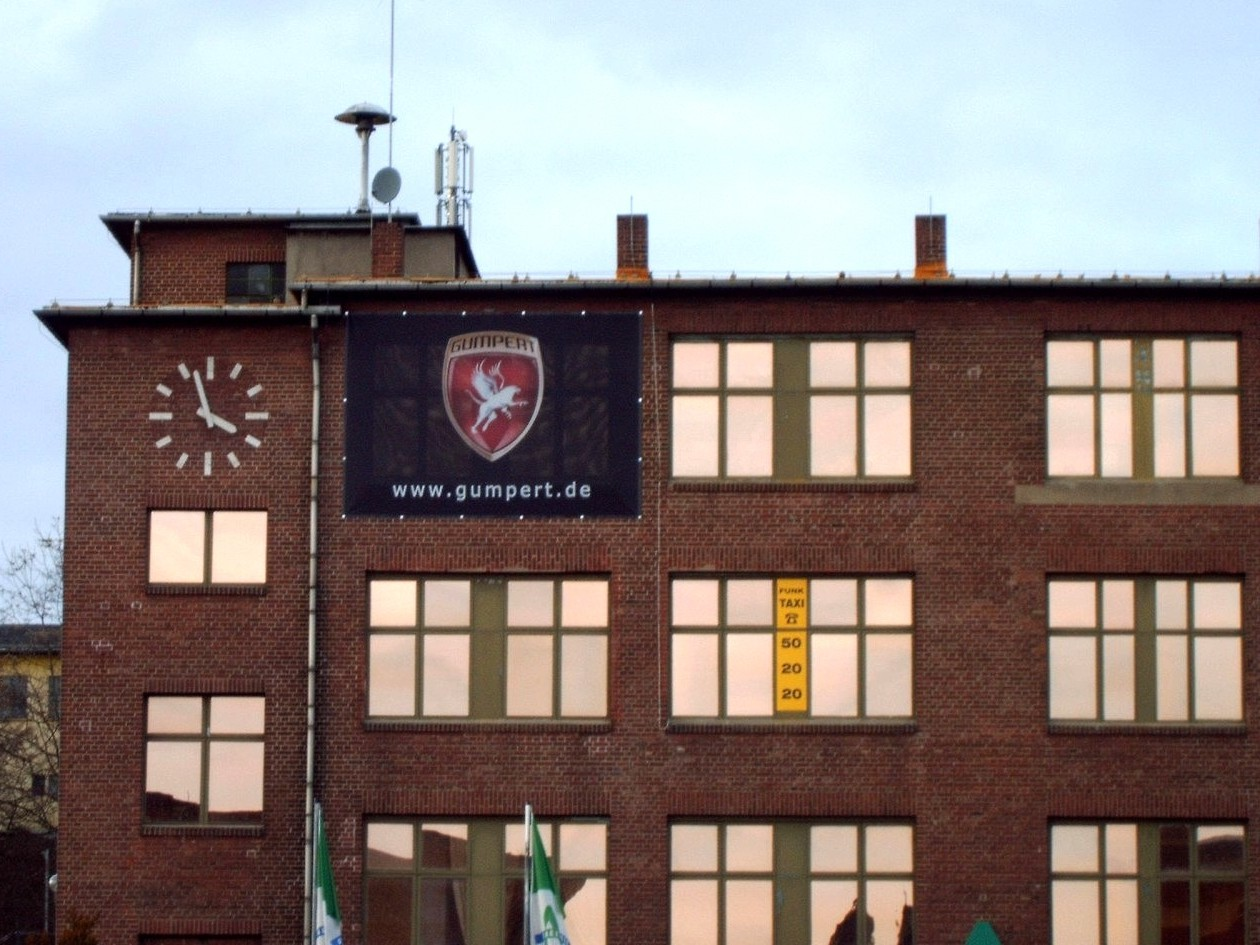
Gumpert Sportwagenmanufaktur im Gewerbepark

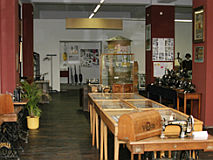
Gewerbepark Museum

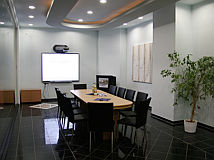
Gewerbepark Konferenzraum

Der Gewerbepark Alte Fabrik Altenburg war ein Ende des 19. Jahrhunderts bebautes, ca. 12.000 m² großes Gelände im Zentrum der ostthüringischen Stadt Altenburg. Das Gelände befindet sich nördlich des Stadtzentrums zwischen Bahnhof und historischem Marktplatz. Die ehemaligen Gewerbebauten werden heute größtenteils als Wohngebäude u. a. im Rahmen einer Seniorenresidenz genutzt.

## Historie
Ende des 19. Jahrhunderts ließ die Industrialisierung in ganz Deutschland Fabriken entstehen. Die Skatstadt Altenburg liegt in Mitteldeutschland, neben dem Ruhrgebiet das zweite große Industriezentrum Deutschlands jener Zeit. Hier tüftelten findige in Sachsen und Thüring Menschen an Erfindungen. Das Gebiet war von einem großen Bevölkerungszuwachs geprägt, so dass Innovationen ortsansässigen und Migranten zugeschrieben werden können. Wesentliche örtliche Innovation war die Nähmaschine. Um 1855 begann Theodor Geiffert mit dem Bau von Nähmaschinen. Wie in Dresden (Clemens Müller), Berlin (Ernst Böttcher) und Stettin (Bernhard Stoewer) wurden amerikanische Modelle mit und ohne Lizenz für die gewerbliche Nutzung nachgebaut.
1871 gründete der Fabrikbesitzer Leopold Oskar Dietrich mit zwei Kompagnons die erste industrielle Nähmaschinenfabrik. „Dietrich und Co“.
1880 legt Dietrich den Grundstein für das Fabrikgebäude, dessen Fassade im Wesentlichen bis heute erhalten geblieben ist. Über viele Jahre hinweg hielt sein Unternehmen die Marktführerschaft bei der Herstellung von Industrienähmaschinen. Die Nähmaschinenfabrik von L.O. Dietrich, später auch bekannt als Textima und ALTIN, machte sich und der Stadt Altenburg einen Namen weit über die Landesgrenzen hinaus.
In den Jahren 1911 bis 1914 wurde der Gebäudeteil erstellt, der gegenwärtig der Wohnnutzung zugeführt wird.

## Grundriss und heutige Nutzung
Der Gewerbepark teilt sich heute auf in die folgenden Bereiche:
Die Häuser Gießerei, Manufaktur, Kontor und Altin machen heute teilweise den Gewerbepark aus, in dem sich zahlreiche Firmen, darunter auch die Gumpert Sportwagenmanufaktur, die seit 2014 nicht mehr in Altenburg besteht, angesiedelt haben. Dort bestehen 2024 u. a. eine Sportschule und das Gewerbepark Museum.
Das Haus Schloßblick wurde zu einer Seniorenresidenz für 104 Bewohner umgebaut, im Haus Fabriklofts sind ebenfalls Wohnungen für Senioren entstanden.